# 见血飞
见血飞（学名：Mezoneuron cucullatum）为豆科见血飞属的植物。分布于中南半岛、印度、锡金、尼泊尔、马来半岛以及中国大陆的云南等地，生长于海拔500米至1,200米的地区，一般生于山坡疏林和灌丛中，目前尚未由人工引种栽培。

## 形态
- 羽状复叶
- 茎有刺
- 荚果

## 别名
麻药（云南屏边）